# Renato Bongioni
Renato Bongioni (* 14. Oktober 1941 in Brescia, Italien) ist ein ehemaliger italienischer Radrennfahrer.

## Sportliche Laufbahn
Bongioni war während seiner Radsportkarriere als Straßenfahrer aktiv. Als 15-Jähriger begann er Rennen zu fahren, von denen er bereits in seinem ersten aktiven Jahr drei gewann. Bis 1959 hatte er bereits über 30 Siege errungen. Nach seiner Aufnahme in den Männerbereich blieb er bis 1962 Amateur und hatte 1962 sein erfolgreichstes Jahr als Radsportler. Der Höhepunkt dieses Jahres war der Gewinn der Amateurweltmeisterschaft der Straßenfahrer im heimischen Brescia. Daneben gewann er den Großen Preis der Pelzindustrie und den GP Ezio del Rosso.
1963 wechselte Bongioni in das Berufsfahrerlager, wo er zunächst drei Jahre für das italienische Radsportteam Molteni fuhr. In diesen Jahren kam er nur einmal unter die ersten Zehn, als er 1965 beim Giro dell’Appennino den siebten Platz belegte. Zweimal kam er beim längsten italienischen klassischen Straßenrennen Mailand–Sanremo in die Wertung, 1963 wurde er 26. und 1964 89. Für Molteni erreichte er auch seine einzige Platzierung beim Giro d’Italia. Dort kam er 1964 unter 97 gewerteten Fahrern auf Platz 93. Bei den Giros 1963 und 1968 schied er vorzeitig aus. Von 1966 bis 1968 wechselte Bongioni jährlich den Rennstall, war 1966 beim Schweizer Queen Anne, 1967 bei Vittadello und 1968 bei Pepsi-Cola, beide aus Italien. Als Fahrer von Queen Anne belegte er 1966 Platz drei bei der Nordwestschweizer-Rundfahrt. 1967 fuhr er sein letztes großes Etappenrennen, bei der Spanienrundfahrt wurde er unter 73 Gewerteten 53. 1968 beendete er nach dem Giro d’Italia seine Laufbahn im Profilager, ohne dort einen Sieg erreicht zu haben.